# Reichsbahnlager Großziethen
Das Reichsbahnlager Großziethen war ein Internierungs- und Arbeitslager der Deutschen Reichsbahn in Großziethen, einem Ortsteil der Gemeinde Schönefeld in Brandenburg, etwa 18 Kilometer südlich des Stadtzentrums von Berlin, im Landkreis Dahme-Spreewald. Es bestand von Juni 1940 bis mindestens Dezember 1944.

## Lage
Das 11.110 m² große Gelände des Reichsbahnlagers Großziethen lag in der Buckower Chaussee, in der heutigen Karl-Marx-Straße, nordwestlich des Großziethener Gutes. Auf dem Gelände gab es drei Wohnbaracken, ein Latrinengebäude und einen Feuerlöschteich.
Ab 1938 baute die Deutsche Reichsbahn für den Gütertransport einen Eisenbahnring um Berlin, der zunächst von Teltow über Schönefeld bis Berlin-Friedrichsfelde verlief. Dieser als „kriegswichtig“ geltende Gleisring wurde 1941 bis nach Berlin-Karow erweitert. Im selben Jahr wurde der Großziethener Bahnhof in Betrieb genommen. Dort, wo der Gleis-Ring die Landstraße von Alt-Großziethen nach Berlin-Buckow kreuzte (heute: Karl-Marx-Straße), südöstlich der beschrankten Kreuzung, knapp einen Kilometer vom Großziethener Ortskern, lag das Internierungs- und Arbeitslager der Reichsbahn. Die Neubausiedlung „Am alten Bahndamm“ steht teilweise auf dem ehemaligen Lagergelände, wobei die Straße dieses Namens im Süden und Osten ungefähr den Grenzen des früheren Lagers folgt.

## Entwicklung
Die Reichsbahn pachtete das Gelände zunächst von einer Elisabeth Loth aus Berlin-Marienfelde; nach einem Enteignungsverfahren bekam die Bahn das Land im Mai 1944 zugesprochen. Das Internierungslager wurde offenbar im Juni 1940 in Betrieb genommen. Lagerführer war zunächst (ab Juni 1940) ein Herr Klotz, dann (ab Ende 1941) ein Herr Graebnitz und schließlich ein Herr Rudolph (ab Juni 1942). In dem Lager waren bis zum deutschen Überfall auf die Sowjetunion am 22. Juni 1941 zunächst polnische Zwangsarbeiter untergebracht. Bis Ende September 1940 war offenbar nur eine der zuletzt drei Baracken fertiggestellt. Für das Großziethener Reichsbahnlager sind 231 polnische Zwangsarbeiter aktenkundig; ausschließlich Männer. Im Mai 1941 erkrankten 48 Insassen des Lagers mit ruhrartigen Symptomen nach dem Verzehr verdorbenen Fleisches, das ihnen vom Reichsbahnlager Lichtenrade geliefert worden war. Einige polnische Zwangsarbeiter mussten für die Bauunternehmen Pfau & Bielke in der Charlottenburger Bayernallee sowie Otto Conrad in Lichtenrade arbeiten.
Nach dem deutschen Überfall auf die Sowjetunion am 22. Juni 1941 überließ die Reichsbahn das Lager Großziethen der Geheimen Staatspolizei (Gestapo) zur „Durchführung wichtiger staatspolitischer Aufgaben“: Staatsangehörige der Sowjetunion, die sich zu Beginn des deutschen Russlandfeldzugs auf deutschem Territorium befanden – etwa Matrosen von Handelsschiffen – wurden als Angehörige eines Feindstaates („feindliche Ausländer“) von der Gestapo festgenommen und im Reichsbahnlager Großziethen interniert. 39 Kinder und 267 Erwachsene brachte die Gestapo vom 22. Juni 1941 an für zwei Wochen, bis 5. Juli 1941, als „russische Zivil-Internierte“ in das Internierungslager Großziethen, bevor sie vermutlich in zentrale Zivil-Internierten-Lager weiterdeportiert wurden.
Nach dem 5. Juli 1941 war das Reichsbahnlager Großziethen offenbar zunächst eine Zeit lang unbelegt.
Von November 1941 bis April 1942 war es dann ein stark überfülltes Lager für sowjetische Kriegsgefangene des „Arbeitskommandos 461 Großziethen“. Die 508 sowjetischen Kriegsgefangenen, die auf den Baustellen der Reichsbahndirektion Berlin eingesetzt wurden, lebten dort für knapp ein halbes Jahr unter so erbärmlichen Umständen, dass viele von ihnen verstarben. Auf dem Friedhof in Großziethen befindet sich heute ein langes, von einer Hecke umfriedetes Sammelgrab für rund 200 Kriegsgefangene und zivile Zwangsarbeiter. Ein Gedenkstein nennt Namen und Sterbedaten von über 100 verstorbenen Sowjetbürgern. Die Todesdaten auf diesem Mahnmal veranschaulichen das drastische Massensterben um die Jahreswende 1941/42: Allein im Dezember 1941 kamen rund 50 Gefangene in Großziethen um. Sofern in den Akten überhaupt eine Todesursache angegeben ist, lautete diese bei etwa einem Drittel der Verstorbenen „Unterernährung“ und bei zwei Dritteln „Kreislaufschwäche“. Die letzten überlebenden sowjetischen Kriegsgefangenen verließen am 23. April 1942 das Lager.
Um diese Zeit beantragte das Kriegsgefangenenlager Stalag III D in Berlin-Lichterfelde, die kranken „Russen“ (Sowjetbürger) aus verschiedenen Berliner Reichsbahnlagern nach Großziethen zu verlegen, das bereits mit 25 Kranken belegt war. Großziethen wurde also im April 1942 Krankensammellager und blieb es mindestens bis Februar 1944. Von Beginn an war dort der Reichsbahngehilfe Steinemann als Sanitäter eingesetzt. Es gibt Hinweise darauf, dass Kranke aus Großziethen in das Reichsbahnlager Blankenfelde-Nord verlegt wurden, jenem im August 1942 zum Rücktransport schwerkranker und daher „unbrauchbarer“ Ostarbeiter eröffneten Rückkehrer- bzw. Krankensammellager, welches für viele Gefangene zum Sterbelager wurde.
In das Großziethener Reichsbahnlager Mitte 1942 kamen offenbar nicht nur Kranke, sondern auch andere Zwangsarbeiter, vor allem „Ostarbeiter“, viele aus Polen, darunter ganze Familien mit Kindern. Die Bahn verschob die Ausländer je nach ihrem Bedarf von einem ihrer vielen Lager in Berlin und Umland zum anderen. Auf diese Weise kamen Hunderte von Reichsbahn-Zwangsarbeitern nach Großziethen und von dort aus wieder in andere Lager. Eine Liste vom März 1943 enthält 164 Namen von russischen und ukrainischen Zivilisten sowie 10 handschriftliche Nachträge. Im Dezember 1943 wurden 280 neuangekommene Erwachsene sowie 83 Kinder gemeldet. Zwischen Juli 1944 und März 1945 kamen mindestens 275 neue Ausländer im Lager an (wieder mit zahlreichen Kindern), wie aus polizeilichen Anmeldungen hervorgeht. Dies bedeutet, dass von Mitte 1942 bis Kriegsende insgesamt mindestens 812 osteuropäische Zwangsarbeiter im Reichsbahnlager Großziethen interniert waren.
Sicher belegt sind 231 Polen (bis Mitte 1941), 306 Zivilinternierte (Juni/Juli 1941), 506 Kriegsgefangene vom Kommando 461 (November 1941 bis April 1942) und 812 osteuropäische Zivilisten ab Mitte 1942, zusammen also 1.855 Personen. Für eine unbekannte Anzahl Inhaftierter aus den beiden letzten Kriegsjahren liegt keine polizeiliche Anmeldung vor. Außer diesen Reichsbahn-Zwangsarbeitern arbeiteten noch 193 Ausländer zwangsweise für Großziethener und waren außerhalb des Lagers im Ort Großziethen untergebracht. Kriegsgefangene, von der Gestapo internierte „feindliche Ausländer/innen“ und zivile Zwangsarbeiter zusammen waren 2.048 Personen. Kurz vor Kriegsbeginn zählte Großziethen 1.375 Einwohner; dort lebten während des Krieges also deutlich mehr Ausländer als Großziethener.
Bei einem alliierten Bombenangriff auf Berlin, offenbar schon in den ersten Wochen des Jahres 1944, wurde das Reichsbahnlager Großziethen erheblich beschädigt. Die Schäden waren jedoch offenbar nicht so groß, dass das Lager danach aufgegeben werden musste. Auf einer Luftaufnahme vom April 1945 ist noch eine der ursprünglich drei Baracken zu erkennen. Auf dem Lagergelände sind zwei weitere Flächen zu erkennen, eine nördlich der intaktgebliebenen Baracke, eine weitere Fläche parallel zur Straße. Dort haben die beiden anderen Baracken gestanden, die durch den Luftangriff zerstört wurden. Ein Splitterschutzgraben ist im Südosten des Lagergeländes sichtbar – solche Gräben boten den Lagerinsassen nur geringen Schutz gegen Bomben. Außerdem ist auf dem Luftbild ein weiteres Rechteck im Lager erkennbar, möglicherweise der Löschteich, der noch auf einer Luftaufnahme von 1953 – als einziges Überbleibsel des Lagers – erkennbar ist.
Eine nach dem Krieg von der Bürgermeisterin von Großziethen im Auftrag der Alliierten erstellte Liste der auf dem Friedhof beerdigten Ausländer umfasst:
- rund 100 Kriegsgefangene, die zwischen November 1941 und April 1942 umkamen;

- 103 ukrainische Zivilisten aus dem Lager, die zwischen 1943 und 1945 verstarben;

- 13 tot aufgefundene Flieger (4 Engländer, 9 Amerikaner).

Über die weitere Geschichte des Reichsbahnlagers Großziethen gibt es nur vereinzelte Dokumente. So ist in einer Abrechnung vom 7. September 1942 die Rede von 400 Plätzen im Lager. Das Reichsbahnlager war jedenfalls bis Dezember 1944, vermutlich aber sogar bis Kriegsende im Mai 1945, in Betrieb. Nach dem Krieg wurde das Lager offenbar bald eingeebnet und die Fläche landwirtschaftlich genutzt. Den ehemaligen Löschteich des Lagers hat es noch bis Anfang der 1950er Jahre gegeben. Um die Jahrtausendwende herum wurde das Gelände neu bebaut. Die Neubausiedlung „Am alten Bahndamm“ wurde teilweise auf dem ehemaligen Lagergelände errichtet.